# Natale Evola
Natale „Joe Diamond“ Evola (* 22. Februar 1907 in New York City; † 28. August 1973 in New York City) war ein italo-amerikanischer Berufsverbrecher und kurzzeitiger Anführer der Bonanno-Familie der La Cosa Nostra in New York City. 
Natale Evola wurde im Viertel Bay Ridge in Brooklyn, New York City als Sohn von Filippo und Francesca Evola geboren. Seine Eltern stammten aus Castellammare del Golfo, Sizilien. Natale Evola hatte zwei Brüder (Paul und Joseph Evola) und drei Schwestern (Anna Evola, Josephine DiBarloto und Mamie Grazzo). 
Er stieg früh ins Verbrecherleben ein und diente sich im Mafiaclan Bonanno nach oben. Evolas Vorstrafenregister umfasste unter anderem illegalen Waffenbesitz, Drogenhandel, Schutzgelderpressung. Dabei war er vor allem im Garment District, Manhattan tätig.
Evola hatte eine enge und vertrauensvolle Beziehung zu Joseph Bonanno, Boss und Namensgeber der Bonanno-Familie. 1957 nahm er am sogenannten Apalachin-Meeting teil.
1959 wurde er wegen Drogenschmuggels zu 10 Jahren Haft verurteilt, da er in großem Stil Drogen aus Sizilien in die USA schmuggelte.
Sein Familien-Boss Joe Bonanno versuchte seine Macht auszubauen, was dazu führte, dass ihn die „Mafia-Comission“ (der oberste Rat der US-Mafia) absetzte. Bonanno versuchte zunächst sich dagegen zu wehren, musste sich dann ab 1968 endgültig zurückziehen. Als Nachfolger bestimmte die Commission Paul Sciacca. Evola diente diesem bis 1971 als „Underboss“ und wurde 1971 dessen Nachfolger.
Evola arbeitete als neuer Boss eng mit der Genovese-Familie und Carlo Gambino und dessen Gambino-Familie zusammen.
Am 28. August 1973 starb Natale Evola im Columbus Hospital in der Bronx an Krebs.  Er wurde auf dem Calvary Friedhof in Woodside, Queens beigesetzt.